# Художественный критик

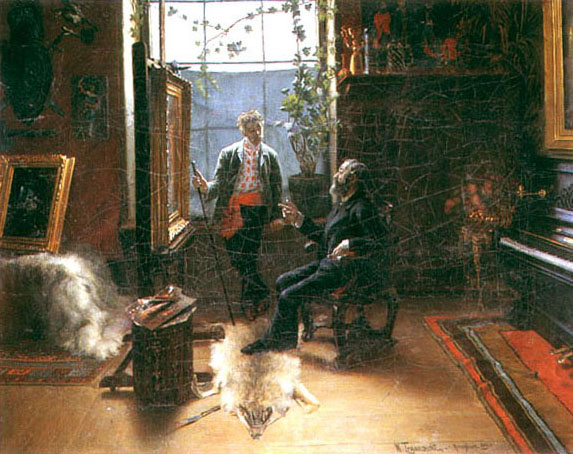
Викентий Трояновский (1859—1928). Критик у художника. 1889

Художественный критик (также арт-критик, от англ. art — искусство) — специалист, занимающийся художественной критикой, т. е. истолкованием и оценкой преимущественно современных произведений, новых явлений и тенденций в изобразительном искусстве.